# Sandra Šarić
Sandra Šarić (ur. 8 maja 1984 w Senju) – chorwacka zawodniczka w taekwondo, zdobywczyni brązowego medalu Igrzysk Olimpijskich w Pekinie.